# Spodek
A Spodek egy többfunkciós aréna a lengyelországi Katowicében. 12 000 fő befogadására képes, de a gyakorlatban ez csak 10 000, esetenként 8 000 férőhelyet jelent.
A komplexum az arénán kívül egy jégcsarnokot, egy szállodát, egy tornacsarnokot és több parkolót is magában foglal.

## Nevének eredete
Neve lengyelül csészealjat jelent, ugyanis az alakja egy UFO-ra emlékeztet.

## Megközelíthetősége
A létesítmény Katowice belvárosában található, a Koszutka nevű városrészben. (Pontos cím: 40-951 Katowice, Aleja Wojciecha Korfantego 35.) A városközpontból – a vasút-, illetve az autóbusz-állomástól indulva gyalog nagyjából 20 perc alatt – közelíthető meg.

## Története
Egy nagy sportcsarnok megépítésének gondolata már 1955-ben felmerült, amikor még Katowicét Stalinogradnak nevezték. Egy pályázatot írtak ki, amelyet Maciej Gintowt és Maciej Krasiński nyertek meg.
Az eredeti tervek szerint a csarnok Katowice külvárosában épült volna fel, de végül az építkezés helyszínéül egy, a belvárosban található úgynevezett 2A területet jelöltek ki. A 2A besorolás közepes veszteséggel elhagyott bányaterületet jelöl, ahol számítani lehet beomlásokra.
Az építkezés során többször is szárnyra keltek feltételezések, hogy az állványzat eltávolítása után az építmény összedől. Emiatt 1964-ben 18 hónapig szüneteltek is a munkálatok, végül a tervező és az építkezést vezető mérnök az állványok elbontásakor a csarnokban tartózkodott – hogy elejét vegyék a további rémhíreknek.
Másik legendáriumba illő történet szerint a létesítmény statikáját oly módon is tesztelték, hogy a küzdőtérre katonákat vezényeltek és a helybenmenetelés közben méréseket végeztek. A tesztek pozitív eredménnyel zárultak.
1971-ben adták át a csarnokot, majd 1995-ben modernizálták.

## Technológia
A terveket Maciej Gintowt és Maciej Krasiński készítette. Az elsők között alkalmazták a tensegrity (vagy másképpen tension integrity) elvet. Lényege, hogy a ruganyos anyagból készült tetőt a saját kerülete tartja fent egy bonyolult kábelrendszer segítségével.

## Sportrendezvények

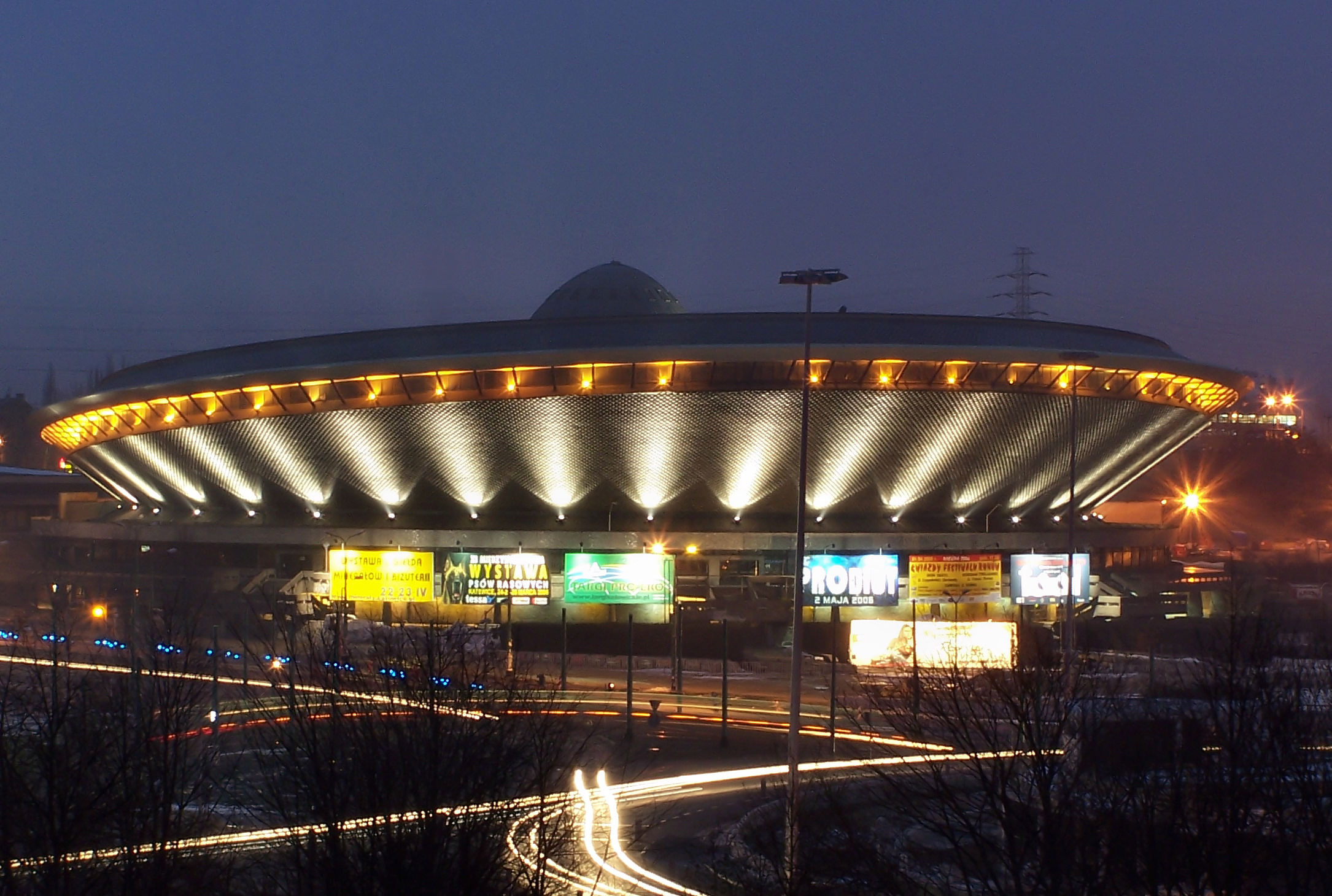
A Spodek fényei

A Spodekben rendezték meg az 1976-os A csoportos jégkorong világbajnokságot.
A csarnokban napjainkban jégkorong-, kosárlabda-, röplabda- és teremlabdarúgó mérkőzéseket is rendeznek.

## Kulturális rendezvények
A sportcsarnokban az alábbi kulturális rendezvények kerülnek rendszeresen megrendezésre.
- Mayday Polska – évenként megrendezett techno zenei fesztivál.
- Metalmania – 1986 óta létező heavy metal és rock fesztivál.
- Rawa Blues Festiwal – 1981 óta.

De a Spodekben olyan világhírű előadók is adtak már koncertet, mint a Boney M., a Deep Purple, a Depeche Mode, Elton John, a Genesis, Gary Moore, a Green Day, az Iron Maiden, Jean-Michel Jarre, a Jethro Tull, a Kult, a Metallica, a Pantera, a Pearl Jam, a Rammstein, a Slipknot, Sting, a The Prodigy, Tina Turner, vagy a U2.

## Külső hivatkozások
- A Spodek hivatalos honlapja
- A Spodek komplexum
- A Spodekre néző web-kamera